# Skat-Europameisterschaft
Die Skat-Europameisterschaft wird seit 1979 vom Weltskatverband ISPA alle zwei Jahre an wechselnden Orten ausgetragen. Sie wechselt sich turnusmäßig mit der Skat-Weltmeisterschaft ab, die seit 1978 vom gleichen Verband ausgerichtet wird. Neben dem Titel des Skat-Europameisters werden ferner eine Dameneuropameisterin, ein Jugendeuropameister, ein Senioreneuropameister und eine Senioreneuropameisterin ausgespielt.
Kurioses und Einmaliges: Bei der EM 2009 in Graz gewann Claudia Knape das Finale bei den Herren und wurde damit Europameister(in)! Der Titel der Damen-Europameisterin verblieb bei Martina Schmidt, die diesen Titel bereits durch die bessere Platzierung (M. Schmidt Platz 9, C. Knape Platz 16) in der Vorrunde gewonnen hatte.
Darüber hinaus gibt es eine Wertung für die beste Mannschaft (seit 1981) und das beste Mixed-Team. Des Weiteren wurde ab 1995 eine Nationenwertung eingeführt.

## Bisherige Meisterschaften
|      | Austragungsort  | Herren             | Land | Damen                 | Land | Junioren        | Land | Mannschaft            | Land | Nationenpreis |
| ---- | --------------- | ------------------ | ---- | --------------------- | ---- | --------------- | ---- | --------------------- | ---- | ------------- |
| 2019 | Costa Pacifica  | Ingolf Münch       | GER  | Anissa Feiler         | GER  |                 |      | Canadian Connection   | GER  | Deutschland   |
| 2017 | Wisła           | Deni Lazicic       | GER  | Marianne Müller       | GER  | Eric Dielau     | GER  | Dream Team Ost & Boki | GER  | Deutschland   |
| 2015 | Koblenz         | Senad Seferovic    | GER  | Claudia Knape         | GER  | Lukasz Wojaczek | POL  | Babeda                | GER  | Deutschland   |
| 2013 | St. Vith        | Robert Straubinger | GER  | Birgit Güttes         | GER  |                 |      | Karo Ass Meerbusch    | GER  | Deutschland   |
| 2011 | Sélestat        | Senad Seferovic    | GER  | Tamara Wettlaufer     | GER  |                 |      | Loibi                 | GER  | Deutschland   |
| 2009 | Graz            | Claudia Knape      | GER  | Martina Schmidt       | GER  |                 |      | Minicar Pforzheim     | GER  | Österreich    |
| 2007 | Kirchheim       | Detlef Plewnia     | GER  | Claudia Knape         | GER  | Dominik Scholz  | GER  | Das Dream Team        | GER  | Deutschland   |
| 2005 | Wisła           | Detlef Plewnia     | GER  | Martina Schmidt       | GER  |                 |      | Die Koblenzer         | GER  | Deutschland   |
| 2003 | Seefeld         | Thomas Wenning     | GER  | Claudia Knape         | GER  |                 |      | Avantgarde            | GER  | Deutschland   |
| 2001 | Balatonfüred    | Gerd Raschke       | GER  | Ingeborg Zeitz        | GER  |                 |      | Jupiter Team          | GER  | Deutschland   |
| 1999 | Colmar          | Gerd Raschke       | GER  | Sigrid Haas           | GER  |                 |      | Weser Haie Bremen     | GER  | Deutschland   |
| 1997 | Ostende         | Gerd Roth          | GER  | Martha Simons         | GER  |                 |      | Hagen International   | GER  | Belgien       |
| 1995 | Schladming      | Roland Bünten      | GER  | Regina Schobert       | GER  |                 |      | Hendikepp Bremen      | GER  | Österreich    |
| 1993 | Grächen         | Jürgen Behnke      | GER  | Helga Goes            | GER  |                 |      | Mittelrhein Koblenz   | GER  | –             |
| 1991 | Torremolinos    | Dieter Honsel      | GER  | Ellen Schüler         | GER  |                 |      | Skatfreunde Hamm      | GER  | –             |
| 1989 | Friedrichshafen | Günter Kotschner   | GER  | Uschi Bayer           | GER  |                 |      | Jasen Team            | GER  | –             |
| 1987 | Ostende         | Helmut Hill        | GER  | Erika Ulomska         | GER  |                 |      | Herz Dame Aachen      | GER  | –             |
| 1985 | Linz            | Detlef Plewnia     | GER  | Irmgard Ahr-Holländer | GER  |                 |      | Blieskastel Homburg   | GER  | –             |
| 1983 | Paris           | Dieter Schlüter    | GER  | Sigrun Clauder        | GER  |                 |      | Dortmunder Skat Asse  | GER  | –             |
| 1981 | Trier           | Philipp Wagner     | GER  | Marianne Brammertz    | GER  |                 |      | Ingolstadt            | GER  | –             |
| 1979 | Straßburg       | Gerhard Witt       | GER  | Marianne Feuerstein   | GER  |                 |      | –                     | GER  | –             |